# Casey Puckett
Paul Casey Puckett (ur. 22 września 1972 w Boulder) – amerykański narciarz dowolny, startujący od 2008. Specjalizuje się w ski crossie. Między 1990 a 2006 startował w narciarstwie alpejskim.

## Narciarstwo alpejskie
Startował na czterech igrzyskach olimpijskich – w Albertville, Lillehammer, Nagano i Salt Lake City. Najlepszy wynik osiągnął w Lillehammer gdzie zajął 7. miejsce w slalomie.

## Narciarstwo dowolne
Startował na Igrzyskach w Vancouver. W ski crossie odpadł w 1/8 finału i zajął 23. miejsce.